# Đại học Wollongong
Đại học Wollongong (Tiếng Anh: University of Wollongong, UOW), là một trường đại học nghiên cứu công lập ở thành phố biển Wollongong, New South Wales, Úc, khoảng 80 km về phía nam Sydney.
Thời điểm năm 2014, trường có số sinh viên hơn 37.000 người (bao gồm cả 11.600 sinh viên 
quốc tế đến từ 134 quốc gia), một cơ sở cựu sinh viên với
hơn 112.000 người, và đội ngũ hơn 2.000 nhân viên liên quan đến học
thuật. Trường đã được xếp hạng 9 trong
bảng xuất sắc trong nghiên cứu cho Đại học Úc vào năm 2012 (Excellence
in Research for Australia (ERA) Australian University Rankings) xếp trường này nằm trong top 1% về chất lượng nghiên
cứu trên thế giới, và nằm trong top 2% các trường đại học trên thế
giới. Trường này nằm ở vị trí 276 trong Phân loại
Đại học Úc QS giai đoạn 2013-2014 và thứ
301-400 (thứ 352) trong năm 2013 Xếp hạng học thuật của trường Đại học
Thế giới (Academic Ranking of World Universities). Hiện trường đang xếp thứ 196 trên thế giới và thuộc top 10 trường đại học tại Úc (theo QS ranking 2021).
Vào năm 1951, một bộ phận của Đại học Công nghệ New South Wales (gọi
là Đại học New South Wales từ năm 1958) được thành lập tại Wollongong
cho việc tiến hành các khóa học bằng tốt nghiệp. Năm 1961,
Wollongong University College của Đại học New South Wales đã được
thành lập và Viện đại học này được chính thức khai trương vào năm
1962. Năm 1975, Đại học
Wollongong được thành lập như một tổ chức độc lập. Từ khi thành lập,
trường đã cấp 100.000 văn bằng, chứng chỉ. Sinh viên của trường, ban
đầu chủ yếu từ khu vực Illawarra địa phương, hiện nay đến từ hơn 140
quốc gia, với các sinh viên quốc tế chiếm hơn 30 phần trăm của tổng
số.
Đại học Wollongong đã cơ bản được phát triển thành một tổ chức có
nhiều khu trụ sở, ba trong số đó là ở Illawarra (Wollongong,
Shoalhaven và Innovation), một ở Sydney và hai trường ở nước ngoài tại
Dubai, Các tiểu vương quốc Ả Rập thống nhất và thành phố Sejong, Hàn
Quốc. Khu trường sở Wollongong, khu trường sở chính của trường, là
trên các khu đất ban đầu năm cây số về phía tây bắc của trung tâm
thành phố, và có diện tích 82,4 ha với 94 tòa nhà cố định lâu dài bao
gồm sáu ký túc xá sinh viên. Ngoài ra, có các Trung tâm Đại học Giáo
dục ở Bega, Batemans Bay, Moss Vale
và Loftus cũng như Business School Sydney
ở thành phố Sydney. Trường cũng cung cấp các khóa học đều dựa trên khu
trường sở Wollongong phối hợp với các cơ quan đối tác trong một số địa
điểm ở nước ngoài bao gồm cả ở Singapore, Malaysia và Hong Kong..